# Harrow School
Harrow School, ofta kallad bara Harrow, i stadsdelen med samma namn i nordvästra London är en av de mest ansedda engelska privatskolorna (public schools). Den grundades 1572 efter ett edikt av drottning Elisabet I. Skolan antar bara pojkar och har ca 800 elever i åldrarna 13-18 år.
Harrow är en av de nio privatskolorna som listas i 1868 års Public Schools Act (de övriga är Charterhouse, Eton College, Merchant Taylors' School, Rugby School, St Paul's School, Shrewsbury School, Westminster School och Winchester College) och anses därmed ha fått en viss särställning bland landets skolor.
Före detta elever vid Harrow School kallas Old Harrovians (OHs). Bland dessa finns lord Byron och Winston Churchill. Några andra kända OHs är Spencer Perceval (statsman), Jawaharlal Nehru (indisk premiärminister), John Profumo (politiker), kung Hussein av Jordanien och James Blunt (musikartist).